# Internationaler Flughafen Phú Quốc

i8
i11
i13
Der Internationale Flughafen Phú Quốc (vietnamesisch Sân bay quốc tế Phú Quốc oder Cảng hàng không quốc tế Phú Quốc,  englisch Phu Quoc International Airport, IATA-Code: PQC, ICAO-Code: VVPQ) ist der Flughafen der Insel Phú Quốc in der Provinz Kiên Giang in Vietnam.
Mit der Eröffnung des internationalen Flughafens wurde der alte Flughafen Phu Quoc geschlossen.
Nach Vollendung der ersten Bauphase hat er eine Kapazität von 2,6 Millionen Passagieren pro Jahr. In der Endausbaustufe soll die Kapazität 7 Millionen Passagiere pro Jahr erreichen.

## Geschichte
Der Entwicklungsplan für den Flughafen wurde 2006 vom Premierminister Phan Van Khai genehmigt. Die Southern Airport Corporation begann am 23. November 2008 mit dem Bau des Flughafens und einer Anfangs-Investition von drei Milliarden Đồng. Nach einer Bauphase von fünf Jahren wurde der Flughafen am 2. Dezember 2012 offiziell eröffnet. Der Jungfernflug fand am 15. Dezember 2012 statt. Die Gesamtkosten des Flughafens bei Eröffnung wurden mit 775 Millionen US-Dollar (VND 16.7 Milliarden) angegeben.

## Fluglinien und Ziele
- Jetstar Pacific Airlines (Ho Chi Minh-Stadt)
- VietJet Air (Ho Chi Minh-Stadt)
- Vietnam Airlines (Can Tho, Hanoi, Ho Chi Minh-Stadt, Rach Gia, Can Tho, Singapur, Siem Reap)